# Vi Que Estas Ok
Vi Que Estás Ok è un singolo della cantante argentina Brenda Asnicar. È il primo singolo estratto dal suo primo album in studio, Vos Sos Dios.